# تغذیه در مدرسه

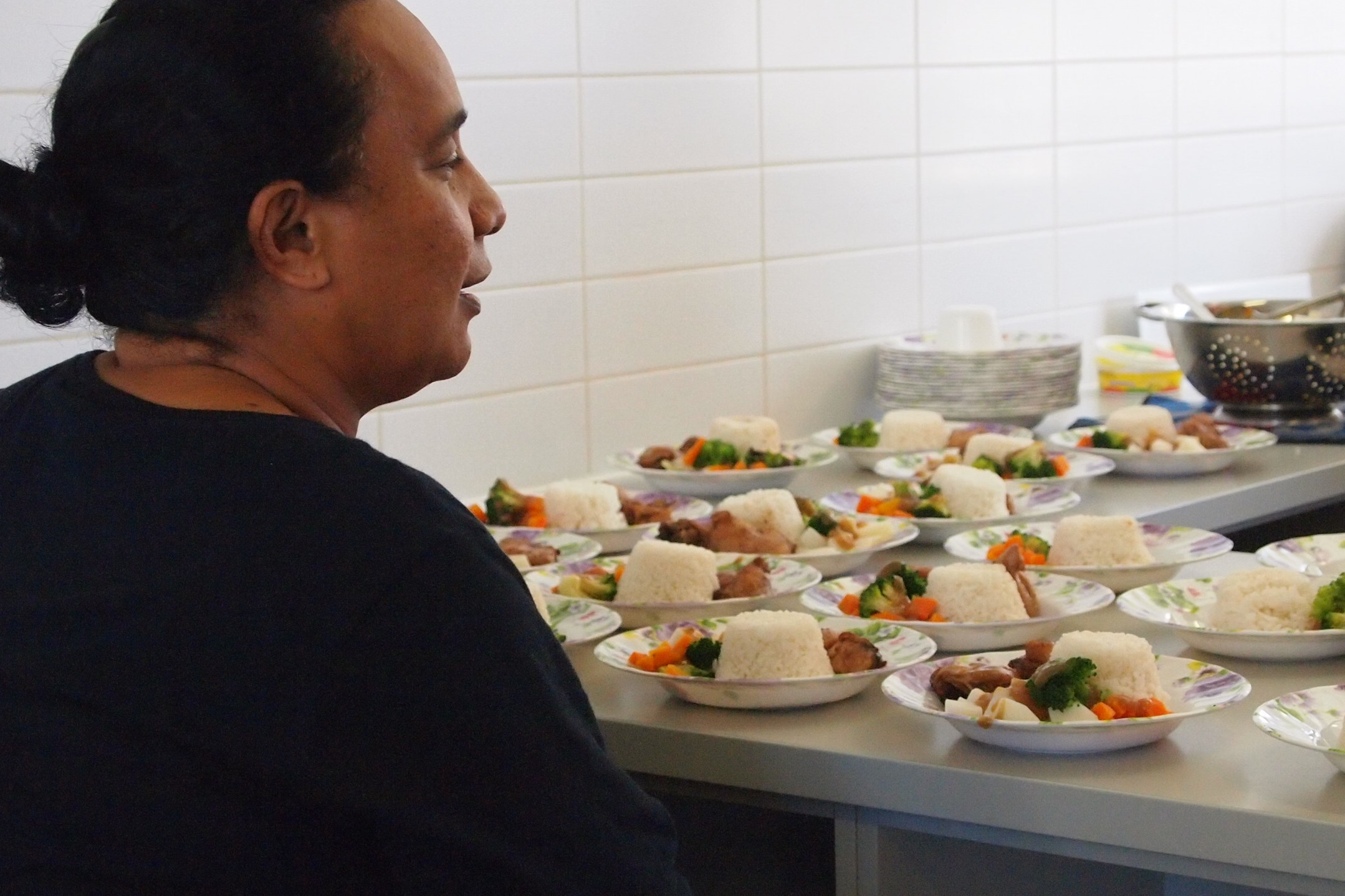
مدیر یک مدرسه متوسطه در نائورو در حال بررسی ناهار مدرسه (2012)

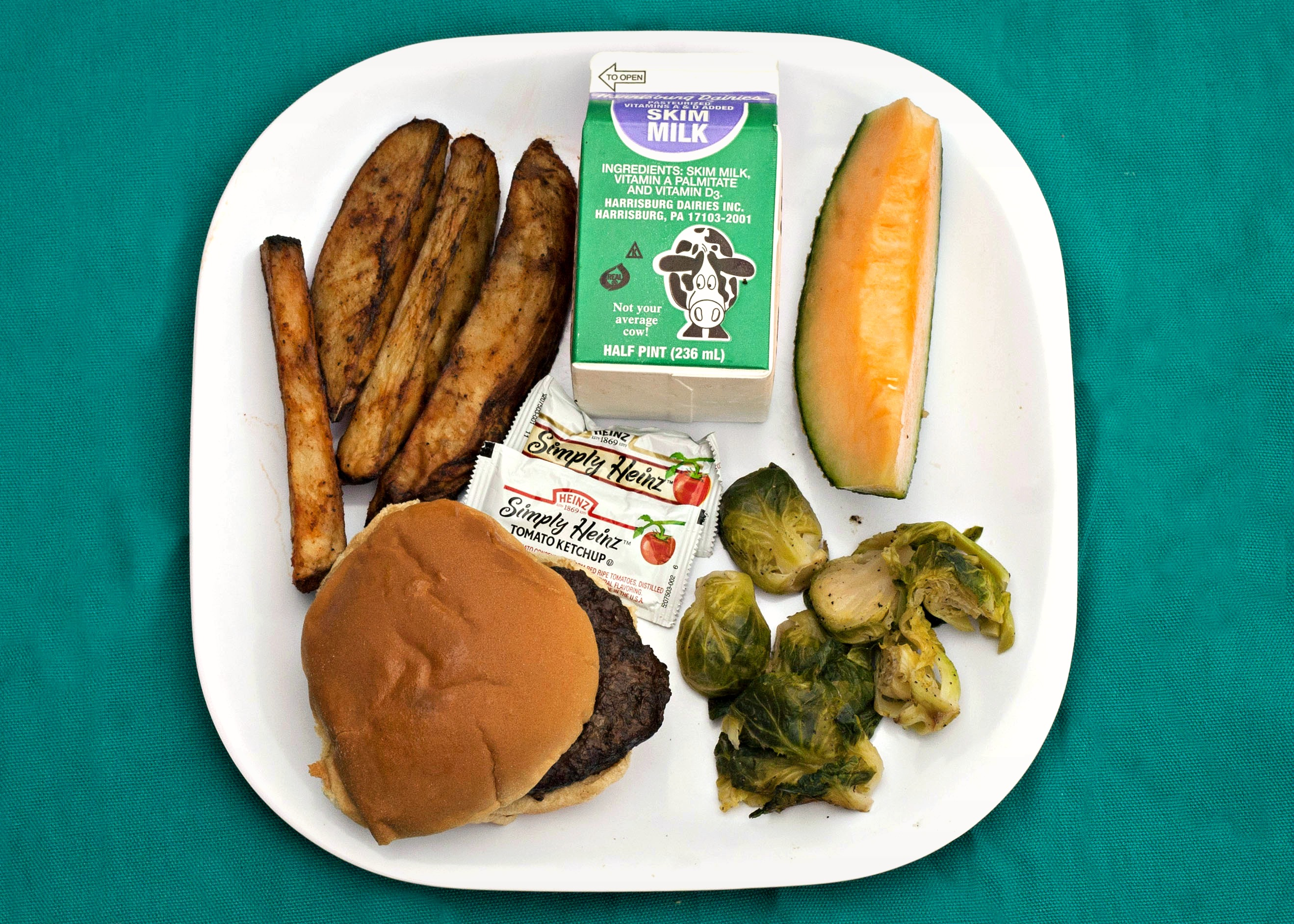
یک ناهار مدرسه در واشنگتن.

خوراک مدرسه  و نیز غذای مدرسه یا ناهار مدرسه  (یا سایر وعده‌های غذایی)، به‌طور کلی اشاره به تغذیه در مدرسه می‌کند که شامل وعده‌های غذایی اصلی و میان وعده است که برای دانش آموزان تدارک دیده می‌شود. مدارس کشورهای سراسر دنیا برنامه‌های متنوعی برای تغذیه دارند. با توجه به ساعات طولانی حضور دانش آموزان در مدارس، هر روزه میلیونها دانش آموز غذای خود را در مدرسه می‌خورند. از نظر پزشکی و علمی، غذای مدرسه جایگاه مهمی در رشد کودک دارد. غذای مدرسه حاوی انرژی و مواد ارزشمند غذایی است و به رایگان یا با قیمتی ارزان ارائه می‌شود.
مزایای وعده‌های غذایی مدرسه از کشوری به کشور دیگر متفاوت است. در حالی که در کشورهای توسعه یافته وعده غذایی مدرسه یک منبع حاوی مواد غذایی کامل است، در کشورهای در حال توسعه انگیزه‌ای برای فرستادن کودکان به مدرسه و ادامه تحصیل محسوب می‌شود. در کشورهای در حال توسعه وعده‌های غذایی مدرسه در زمانهای بحران حامی کودکان خواهد بود و آن‌ها را از چرخه فقر و گرسنگی که گریبانگیر چنین جوامعی می‌شود در امان نگه می‌دارد. از نظر آموزشی نیز سیر شدن، موجب تمرکز بیشتر بر درس می‌شود.

## انواع وعده‌های غذایی مدارس

### وعده‌های غذایی رایگان
سوئد، فنلاند، جمهوری چک و استونی در میان معدود کشورهایی هستند که ارائه رایگان وعده‌های غذایی مدرسه به همه دانش آموزان در آموزش و پرورش اجباری گنجانده شده است؛ بدون در نظر گرفتن توانایی خانواده‌ها برای پرداخت هزینه‌های آن. بسیاری از دولت‌ها در کشورهای در حال توسعه به‌طور فزاینده‌ای با در حال ترویج وعده‌های رایگان برای بهبود حضور و غیاب و کاهش سوء تغذیه هستند.

### وعده‌های غذایی ارزان
کاهش قیمت وعده‌های غذایی نیز راهکار دیگری است که در برخی از کشورها به کسانی که نیاز به یک درجه‌ای از کمک هزینه غذا دارند ارائه می‌شد. کاهش هزینه وعده‌های غذایی برای دانش آموزان در مناطق چون جمهوری ایرلند، فرانسه، ایتالیا، هنگ کنگ، ژاپن و ایالات متحده رایجاست.

### ننگ اجتماعی
هنگامی که وعده غذایی برای همه دانش آموزان فراهم نمی‌شود، برای آنهایی که چنین غذاهایی را دریافت می‌کنند، این کار نوعی بدنامی اجتماعی به همراه دارد. کودکانی که آن‌ها را دریافت خواهید کرد. مطالعات نشان داده‌اند که بسیاری از کودکان دریافت‌کننده وعده‌های غذایی رایگان (وقتی که برای بقیه چنین تسهیلاتی نیست) ممکن است دچار عوارض منفی شوند. سازمانهای فعال، به دنبال جایگزین کردن روش‌های دیگر در برخی از مناطق آموزش و پرورش کشورهای جهان هستند.

## وعده‌های غذایی مدارس در کشورهای جهان

### ایران
در دهه ۱۹۶۰، محمد رضا پهلوی شاه ایران، برنامه‌ای غیر خشونت‌آمیز برای بازسازی جامعه ایران از طریق اصلاحات اقتصادی و اجتماعی آغاز کرد که به انقلاب سفید شهرت یافت. هدف درازمدت این برنامه، تبدیل ایران به یک قدرت اقتصادی و صنعتی در سطح جهان بود. انقلاب سفید شامل ۱۹ بخش بود که برای یک دوره ۱۵ ساله تعریف می‌شد. در سال ۱۹۷۵، شاه آغاز یک برنامه برای «آموزش رایگان و اجباری و یک وعده غذای رایگان روزانه» برای همه کودکان از مهد کودک تا ۱۴ سال سن را اعلام کرد. این برنامه، شیر، پسته تازه، میوه و بیسکویت را برای همه دانش آموزان فراهم می‌کرد.

### ژاپن
در ژاپن سنت ارائه ناهار مدرسه در اوایل قرن ۲۰ آغاز شد. قحطی‌های پس از جنگ جهانی دوم باعث شد دولت ناهار مدارس را در مناطق شهری رواج دهد.
در سال ۲۰۰۴ بالغ بر ۹۹ درصد از دانش آموزان مدارس ابتدایی و ۸۲ درصد از دانش آموزان مدارس دوره دوم ژاپن دارای وعده ناهار مدرسه بوده‌اند.

### مالزی
در اکثر مدارس مالزی، دانش آموزان خوردن در یک غذاخوری که در آن غذا و نوشیدنی از فروشندگان خریداری می‌شود، ناهار را صرف می‌کنند.

### امارات متحده عربی
با توجه به رونق اقتصادی در امارات متحده عربی، پدیده چاقی در کودکان رو به رشد است. غذاهای سنتی در خلیج فارس اساساً پر فیبر و کم چربی بودند اما امروزه پیرو غذاهای پرچرب و با کلسترول زیاد غربی شده‌اند. کاهش تحرک هم باعث افزایش چاقی در نوجوانان شده‌است.

### کانادا

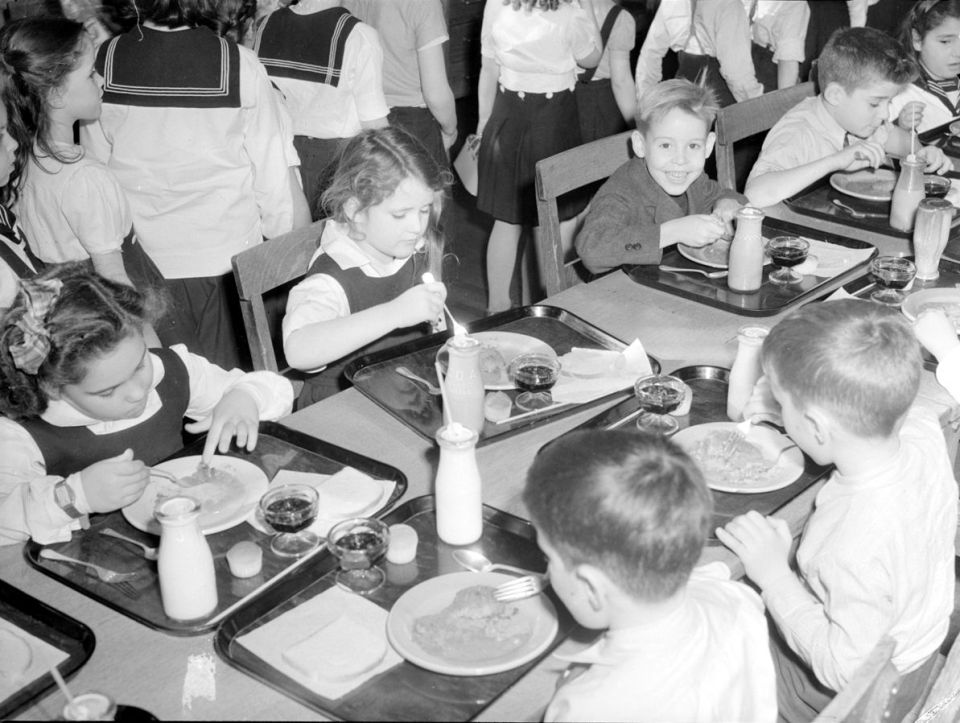
کودکان در حال خوردن ناهار در مدرسه مونترال ۱۹۴۳

کانادا هیچ برنامه مدونی برای وعده غذایی مدارس ندارد و مدارس ابتدایی معمولاً مجهز به امکانات آشپزخانه نیستند. از والدین انتظار می‌رود یک ناهار بسته‌بندی شده برای کودکان خود تهیه کنند. اما برخی از سازمان‌های غیرانتفاعی ویژه برنامه تغذیه وجود دارد.
اکثر مدارس سطح دوم (کلاس ۶–۸) و دبیرستان (کلاس ۹–۱۲) کانادا دارای سالن‌های غذاخوری با غذاهای گرم هستند.

### ایالات متحده

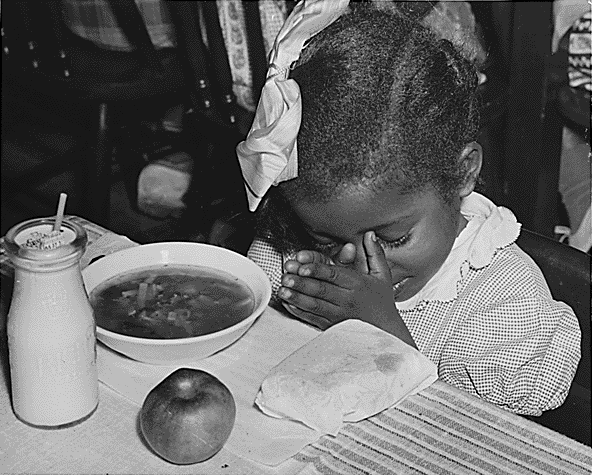
دریافت‌کننده مدرسه ناهار برنامه در سال ۱۹۳۶ آمریکا.

برنامه ملی ناهار مدرسه آمریکا در سال ۱۹۴۶ هنگامی که رئیس جمهور هری ترومن قانون ملی ناهار مدرسه را تصویب کرد، اجرا شد. این قانون در اصل برای کمک به مصرف مازاد تولید مزارع کشاورزی ایجاد شد، تا به نفع جامعه هم باشد. قصد ترومن حمایت از تغذیه کودکان و همزمان حمایت از مصرف محصولات کشاورزی آمریکایی بود.
امروز برنامه ملی فدرال ناهار مدرسه یک برنامه عملیاتی کمک تغذیه‌ای است که در بیش از ۱۰۱٬۰۰۰ مدرسه و مراکز مراقبتی اجرا می‌شود. این برنامه «وعده‌های غذایی متعادل با ارزش تغذیه‌ای متعادل» را به رایگان یا با هزینه خیلی کم برای ۳۱ میلیون کودک فراهم می‌کند.